# Habenaria pubidactyla
Habenaria pubidactyla är en orkidéart som beskrevs av João Aguiar Nogueira Batista och Bianch. Habenaria pubidactyla ingår i släktet Habenaria och familjen orkidéer. Inga underarter finns listade i Catalogue of Life.